# هوغو رودريغيز (لاعب كرة قدم)
هوغو رودريغيز (بالإسبانية: Hugo Isaác Rodríguez) هو لاعب كرة قدم مكسيكي في مركز الدفاع، ولد في 8 يونيو 1990 في غوادالاخارا في المكسيك. شارك مع منتخب المكسيك تحت 23 سنة لكرة القدم ومنتخب المكسيك لكرة القدم. أما مع النوادي، فقد لعب مع تيغريس أونال ونادي أطلس ونادي باتشوكا.

## وصلات خارجية
- هوغو رودريغيز (لاعب كرة قدم) على موقع قاعدة بيانات كرة القدم.إي يو (الإنجليزية)
- هوغو رودريغيز (لاعب كرة قدم) على موقع ناشيونال فوتبول تيمز (الإنجليزية)
- هوغو رودريغيز (لاعب كرة قدم) على موقع Soccerway.com (الإنجليزية)
- هوغو رودريغيز (لاعب كرة قدم) على موقع AS.com (الإسبانية)